# Лесюэр, Жак Филипп
Жак Филипп Лесюэр (Ле Сюэр; фр. Jacques-Philippe Le Sueur; 24 марта 1759 или 1757, Париж — 4 декабря 1830, Париж) — французский скульптор.

## Биография
Родился в 1757 году в Париже. Учился у Франсуа Жозефа Дюре. В 1778 году меценат Жирарден поручил молодому скульптору создание гробницы Жана-Жака Руссо на острове в своём поместье Эрменонвиль. 
В 1780 году получил Римскую премию в области скульптуры второй степени.
Пика известности достиг в наполеоновскую эпоху и в годы Реставрации Бурбонов.
Среди его работ: один из барельефов для парижского Пантеона, барельеф «Пресбургский мир» для Триумфальной арки на площади Каррузель, скульптуры на одном из фронтонов Лувра, памятник Монтеню для Либурна и статуя адмирала Сюффрена для моста Людовика XVI в Париже (через несколько лет после установки статуи были убраны с моста и в 1830-е годы перемещены в Версаль, где простояли следующие сто лет — до 1930-х годов). 
Действительный член Академии изящных искусств Франции по секции скульптуры (1816). Кавалер ордена Почётного легиона (1828).
Скончался Лесюэр в 1830 году в Париже.

## Галерея

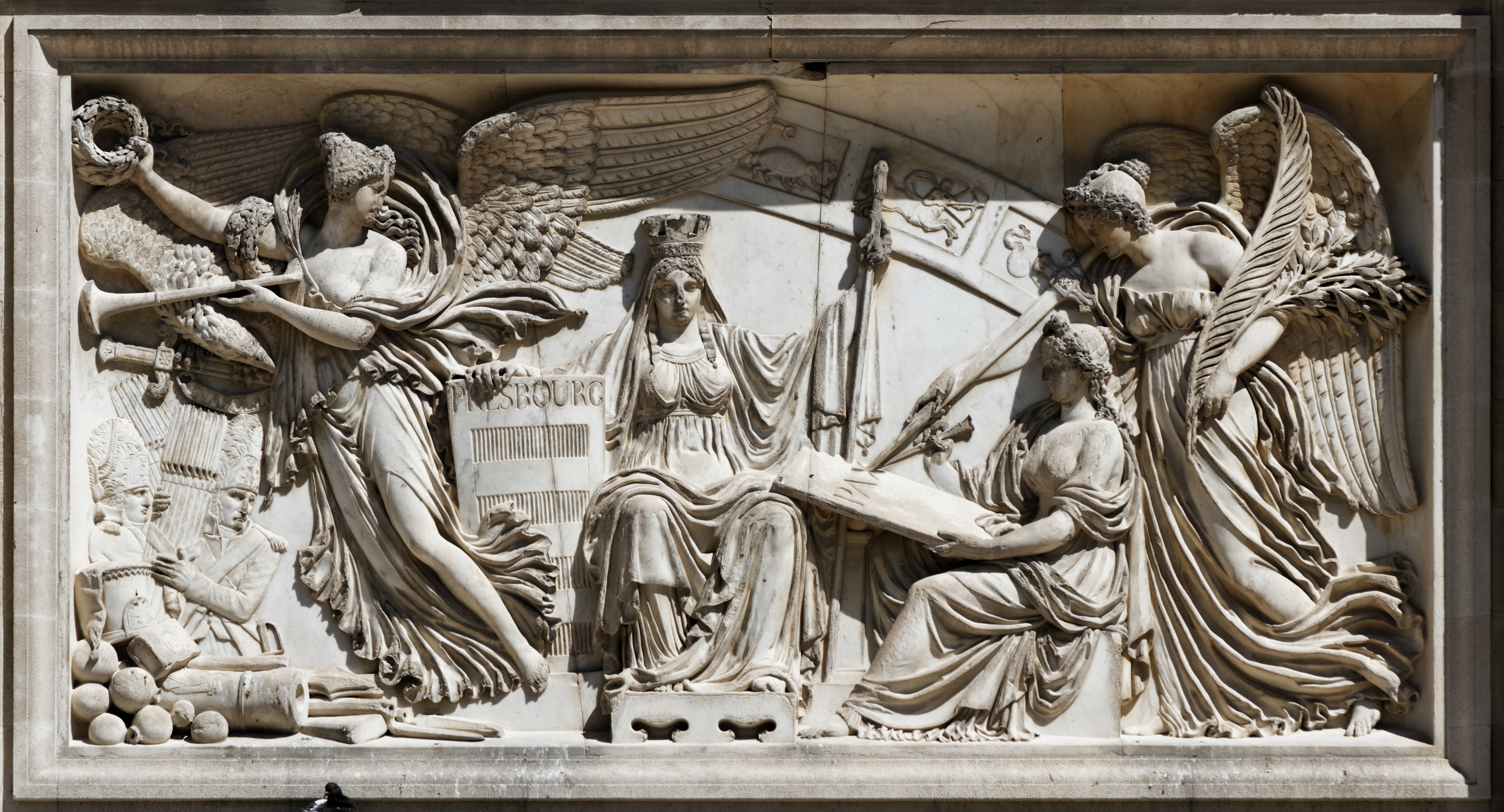
Барельеф «Пресбургский мир», Триумфальная арка на площади Каррузель, Париж
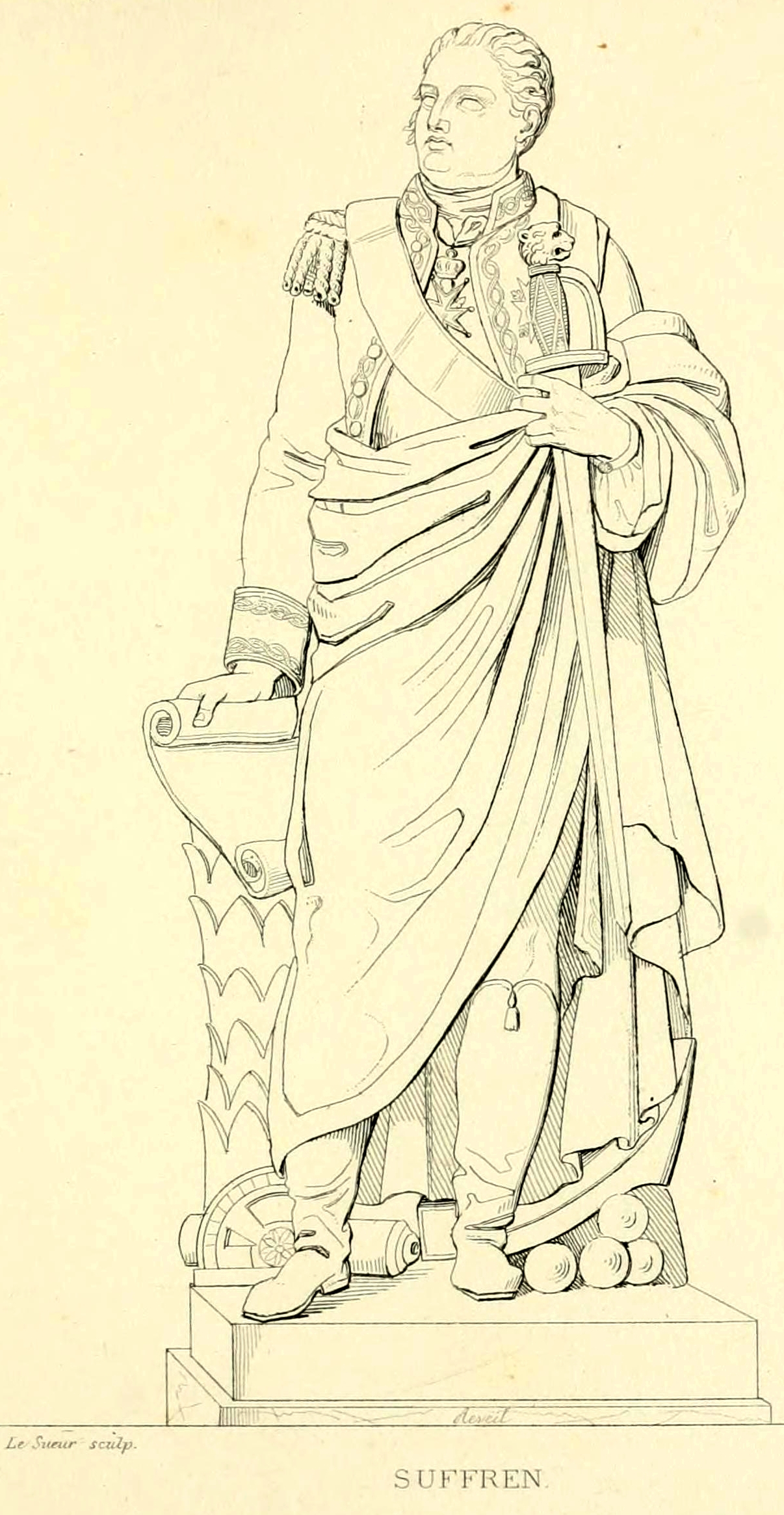
Статуя адмирала Сюффрена для моста Людовика XVI в Париже (рисунок)